# ألفونسو كالزولارى
ألفونسو كالزولارى (بالإيطالية: Alfonso Calzolari) ولد بتاريخ 30 أبريل 1887 في فرغاتو، إيطاليا، وتوفي في 7 فبراير 1983، كان دراج إيطالي في صنف سباق الدراجات على الطريق.

## سجل النتائج

### سباقات أو مراحل فاز بها
- طواف إيطاليا